# Friedrich Petersen (Theologe)
Friedrich Petersen (* 18. August 1807 in Hoyer; † 14. Mai 1859 in Saarbrücken) war ein deutscher evangelischer Theologe.

## Leben
Friedrich Petersen wurde als Sohn des 1818 verstorbenen Predigers Christian Petersen geboren. Im Jahr 1826 bezog er die Universität Kiel zum Theologiestudium, war einige Jahre nach seinem Studium als Hauslehrer tätig und bestand 1837 schließlich auf Gottorp sein theologisches Amtsexamen. Im folgenden Jahr setzte man ihn als Prediger in Uck ein; nach Notmark wurde er 1846 versetzt. Am 3. April 1848 jedoch wurde er dort von der dänischen Regierung wegen seines politischen Verhaltens seines Amtes enthoben und kam ins Gefängnis. Kurz darauf schon wurde er wieder freigelassen und konnte bereits am 3. Januar 1849 wieder eine Predigerstelle annehmen, diese in Ulderup. Dass er die Stelle annehmen durfte, war der schleswig-holsteinischen Regierung zu verdanken, doch als die dänische Regierung wieder an die Macht kam, wurde Petersen am 7. Januar 1850 abermals entlassen. Kurz danach stellte ihn die schleswig-holsteinische Statthaltung als Feldprediger der schleswig-holsteinischen Armee ein; diese Stellung übte er bis zum 27. Februar 1851 aus. Dann musste er seine Heimat verlassen, fand aber Unterkunft in Saarbrücken und wurde dort Stadtpfarrer der St.-Johann-Kirche. 

## Werke
- Für Harms, gegen Wolf, gemeinverständliche Würdigung des entstandenen Streites. (1839)
- Zur Rechtfertigung Nordschleswigs. Votum eines N. S. Predigers. (1850)
- Die schleswigsche Geistlichkeit unter den wechselnden Staatsgewalten. Zugleich ein Beitrag zur Würdigung des Kampfes der evangelischen Kirchenzeitung wider die vertriebenen Geistlichen (1851)
- Des königlichen Synodi zu Rendsburg Ansprache an heimathliche Lehrer der Herzogthümer Schleswig und Holstein von 1737 mit einem Vorwort und Zeugniß wider Prof. Hengstenberg (1855)
- Erlebnisse eines schleswigschen Predigers in den Friedens- und Kriegsjahren 1848–1850 (1856)